# Empis insulata
Empis insulata är en tvåvingeart som beskrevs av Collin 1937. Empis insulata ingår i släktet Empis och familjen dansflugor. Inga underarter finns listade i Catalogue of Life.